# Russell Alan Hulse
Russell Alan Hulse (* 28. listopadu 1950, New York) je americký radioastronom. Spolu s Josephem Taylorem je nositelem Nobelovy ceny za fyziku za rok 1993 když pomocí radioteleskopu v Arecibu v Portoriku našli první radiový pulsar v dvojhvězdě a tím umožnil další studium gravitace.